# Palomares (Béjar)
Palomares es una localidad del municipio de Béjar, en la comarca de la Sierra de Béjar, provincia de Salamanca, comunidad autónoma de Castilla y León, España. 
En 2010 contaba con una población de 249 habitantes, de los cuales 115 son varones y 134 son mujeres (INE 2010). El municipio ha registrado varias bajadas acusadas de población, entre ellas las principales en la década de 1970 y desde  el 2010 hasta actualmente.

## Historia
La ocupación de estas tierras data de tiempos prehistóricos, los romanos también dejaron su huella como demuestra la calzada romana ahora tapada, judíos, cristianos y musulmanes, la historia de Palomares ha estado siempre ligada al pueblo de Béjar. El origen del pueblo actual data de los tiempos de la Repoblación de Béjar y su alfoz durante el siglo XII. El origen del nombre alude a la existencia desde tiempos inmemoriales de palomares, construcciones populares para la crianza de palomas y pichones. El núcleo primitivo del pueblo se encuentra en el Palomar Alto.
Hasta la década de los sesenta del siglo XX Palomares fue un municipio independiente, integrándose entonces en el de Béjar. En el censo de 1960, el último en el que Palomares aparece como municipio independiente, poseía 299 habitantes de derecho y 87 vecinos u hogares.

## Geografía humana

### Demografía
| Gráfica de evolución demográfica de Palomares entre 1842 y 1960 |
| |
| Población de derecho según los censos de población del INE Población de hecho según los censos de población del INEEntre el censo de 1970 y el anterior, este municipio desaparece porque se integra en el municipio 37046 (Béjar) |

| Gráfica de evolución demogáfica de Palomares entre 1900 y 2023                           |
|                                                                                          |
| Fuente: Instituto Nacional de Estadística de España - Elaboración gráfica por Wikipedia. |

### Economía
Hasta los años 50 del pasado siglo, la agricultura y la ganadería familiar eran la ocupación principal, con pequeños huertos y explotaciones, regadas por los regatos y manantiales de la sierra, la recolección de cereales, frutas, embutidos, leche y huevos eran el pan de cada día de las gentes del lugar, así como la venta de los excedentes en los mercados de Béjar y pueblos cercanos.
A partir de la década de los años 50 del pasado siglo parte de los vecinos completaban sus ingresos en la próspera industria textil de la comarca. Coincidiendo con la crisis de este sector en los años 70, familias enteras emigran a otros puntos del país iniciándose así poco a poco la despoblación de Palomares, las antiguas tierras cultivadas se abandonan o se construye sobre ellas.

## Lugares de Interés
- La iglesia parroquial, dedicada a la patrona del pueblo, la Virgen del Consuelo.
- Las antiguas eras, ahora usadas como campo de futbito rural
- El cementerio, ejemplo de sencillez y austeridad de antaño.
- El Palomar Alto, subiendo desde el barrio de las Purgas, coloquialmente Pulgas, (o del Consuelo) por una antigua calzada romana (tapada desde hace mucho), paraje de huertas, prados y chalets, y primitivo núcleo del pueblo.
- Los Pinos y el depósito. Bonito pinar con una cascada y varios merenderos, desde donde se inician varias rutas a pie, entre ellas a Candelario.
- Alto de los Pollos. Cerca de los pinos, paraje con buenas vistas de la Sierra de Béjar.
- En sus proximidades se encuentra el conjunto histórico-artístico del Bosque, villa renacentista del siglo XVI, residencia de verano de los Duques de Béjar.

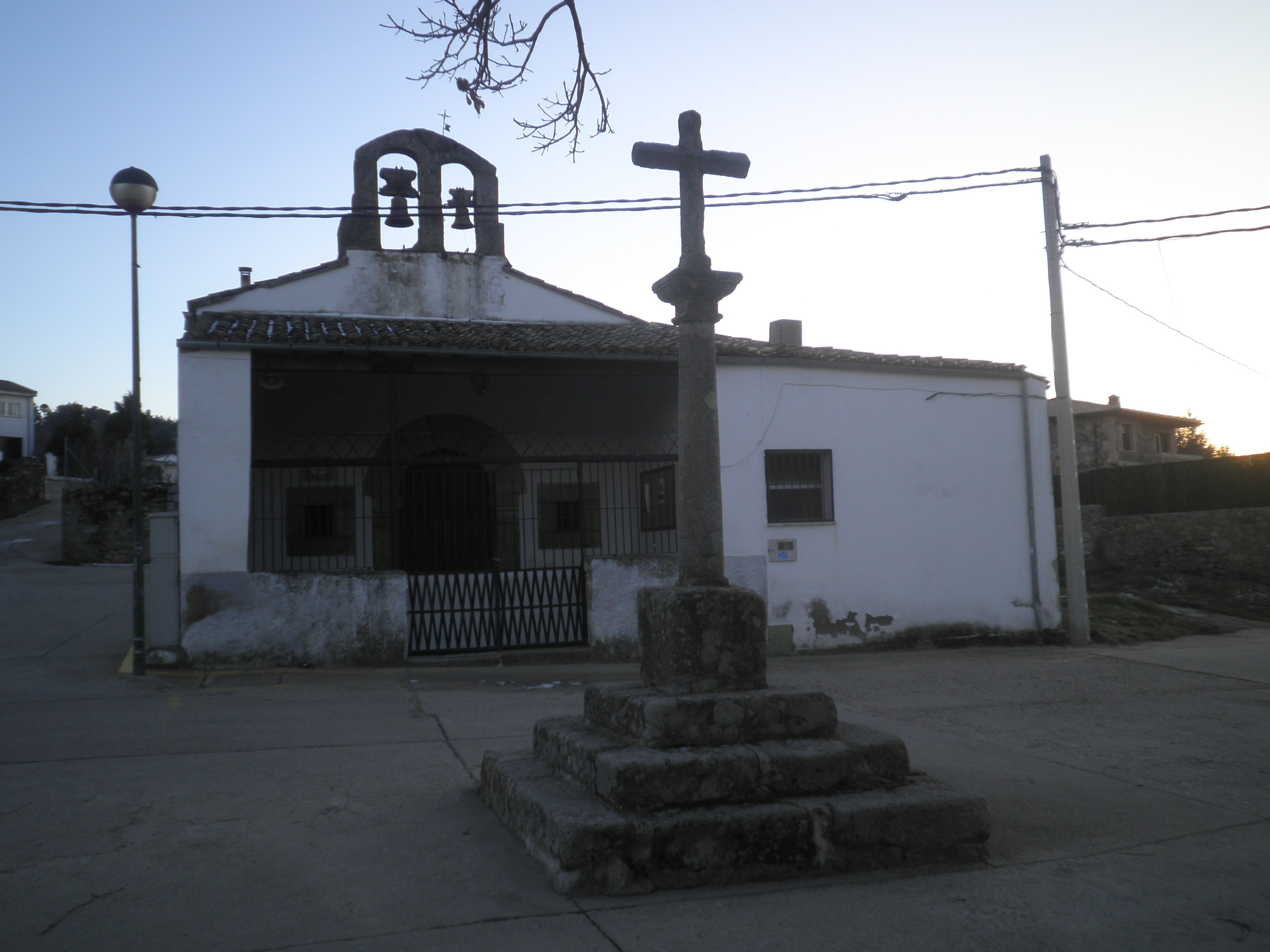
Iglesia parroquial.
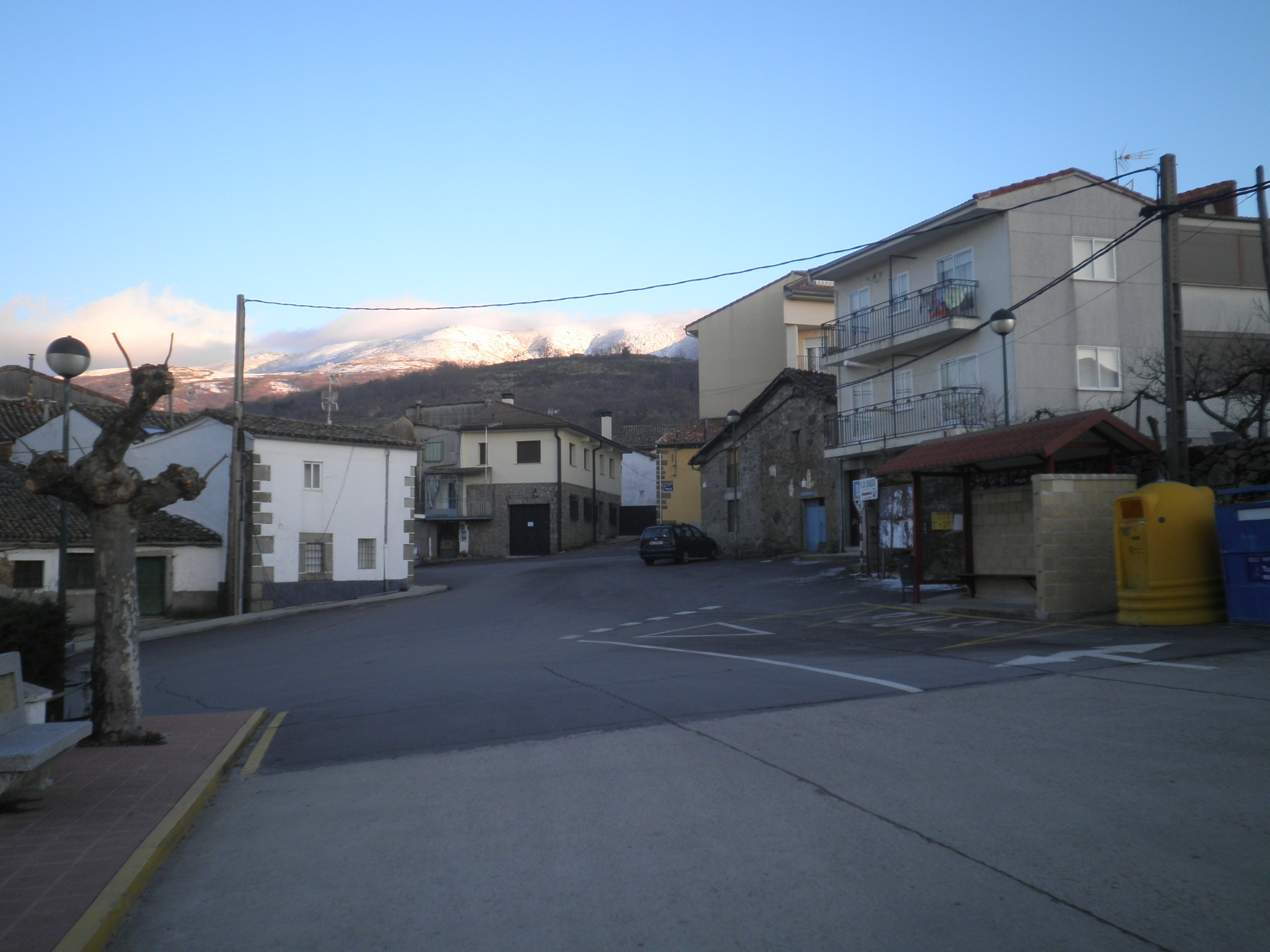
Plaza.

## Unión a Béjar
La unión a Béjar no estuvo exenta de cierta polémica, algunos vecinos del pueblo estaban en contra de esta unión que interesaba a Béjar para lograr una mayor expansión, ejemplos claros son el campo de fútbol construido sobre el antiguo prado de La Dehesa, y el matadero municipal sobre el Regajo de los burros. El primero, remodelado a finales del siglo XX, es donde jugaba sus encuentros el equipo local de fútbol, el Club Deportivo Béjar Industrial, y el segundo se cerró definitivamente en 2009, tras más de una década de lucha por los malos olores y el ruido que desprendía. Los supuestos beneficios que trajo esta unión no se han visto reflejados hasta ahora, momento en que se está dotando al barrio de una mejora de las infraestructuras. El último alcalde que residió en la casa-concejo que existió en la plaza del pueblo fue Don Plácido, carnicero local. 
Hoy es un barrio más de Béjar, aunque conserva su carácter de aldea independiente, en parte por la empinada cuesta que da acceso al pueblo por la antiguamente llamada curva de Chabarco. Se le ha dotado de una mayor accesibilidad últimamente, con el asfaltado de calles y creación de aceras. Cuenta con una asociación vecinal, llamada Virgen del Consuelo.

## Fiestas
Tras las emotivas novenas, los palominos celebran sus fiestas en honor a su patrona la Virgen de N.ª S.ª del Consuelo el primer domingo de octubre; “Madre de los hombres, reina de Palomares…”, así comienza un rezo popular. Se realizan verbenas, procesiones, ofrendas a la Virgen, y la tradicional subasta, dónde el producto estrella son las afamadas “peras de agua de la fiesta”, famosas en la zona y cada vez más escasas.